# Friðrik Ólafsson
Friðrik Ólafsson (staves internationalt Fridrik Olafsson) (født 26. januar 1935 i Reykjavik, død 4. april 2025) var en islandsk jurist, skakstormester og præsident for verdensskakforbundet FIDE.

## Biografi
Friðrik Ólafsson vandt sit første islandsmesterskab i 1952 og vandt i alt seks nationale titler. Han var sin generations stærkeste skakspiller på Island og blev kendt i resten af skakverdenen da han i 1955/1956 delte sejren i Nytårsturneringen i Hastings med Viktor Kortsjnoj. I 1956 endte han lige med danske Bent Larsen i kampen om det nordiske mesterskab, og de spillede en otte partiers omkamp, som Friðrik tabte.

### 1958: Første islandske stormester
Han blev Islands første stormester i 1958 ved at have kvalificeret sig til kandidatturneringen om en match om verdensmesterskabet via en sejr i zoneturneringen i Wageningen, Holland, i 1957 på deling med ungarske Laszlo Szabo og en delt femteplads – med Bobby Fischer – i interzoneturneringen i Portorož, Jugoslavien i 1958. I kandidatturneringen 1959 endte han på en syvendeplads.
Blandt Ólafssons største resultater er sejre i Hoogovens-turneringerne i Wijk aan Zee i 1959 og 1976 og en delt tredjeplads i den stærkt besatte Piatigorsky Cup-turneringen i Los Angeles i 1963.
I 1970 var Friðrik Ólafsson reserve ved den højt profilerede holdmatch USSR mod Resten af verden, hvor han spillede ét parti, som han tabte.

### 1974: Skak som profession
Ólafsson er uddannet jurist, og han fik først skak som profession – som spiller og sidenhen funktionær – i 1974. Indtil da var han ansat ved Islands justitsministerium.
Da Reykjavik blev valgt som spillestedet for den legendariske VM-match i 1972 mellem Boris Spasskij og Bobby Fischer, var Friðrik Ólafsson en af dem, som sikrede at begge parter kunne sige god for stedet. Han var også på første række som medarrangør af matchen, idet han var højt placeret i det islandske skakforbund.
Senere var Ólafsson repræsentant for Bobby Fischer, da man forsøgte at aftale en match mellem denne og udfordreren til Fischers VM-titel, Anatolij Karpov, i 1978. Samme år blev han valgt til præsident for Verdensskakforbundet FIDE som afløser for Max Euwe.
I 1980 oplevede han som skakfunktionær at slå den regerende verdensmester, Karpov, ved en turnering i Buenos Aires, Argentina.
Da Florencio Campomanes vandt over Ólafsson i et kampvalg om posten som FIDE-præsident i 1982, blev Ólafsson i stedet direktør for det islandske parlament, Altinget. Han udtalte sig dog stadig skakpolitisk og pegede f.eks. i 2006 på hollandske Bessel Kok til at erstatte den siddende FIDE-præsident, Kirsan Iljumsjinov, som dog vandt valget stort.
I de senere år spillede Ólafsson sporadisk. I 2003 vandt han en hurtigskakmatch mod sin gamle rival Bent Larsen, med 5-3.
I august 2007 deltog Friðrik Ólafsson i turneringen Euwe Stimulans i Arnhem, Holland, hvor man blandede en række erfarne spillere med unge talenter. Her scorede han fire points i ni runder.